# كاثرين آيب
كاثرين آيب مواليد 17 سبتمبر 1995 في الولايات المتحدة، هي لاعبة كرة مضرب هونغ كونغية. أعلى تصنيف لها في تصنيف رابطة محترفات كرة المضرب في الفردي كان 765.

## النهائيات

### الفردي: 3 (2-1)
| الحصيلة | الرقم | التاريخ       | الدورة         | الأرضية | المنافس        | النتيجة       |
| ------- | ----- | ------------- | -------------- | ------- | -------------- | ------------- |
| الفوز   | 1.    | 1 ديسمبر 2012 | كلكتا، الهند   | صلبة    | ريشيكا سانكارا | 2–6, 6–3, 6–3 |
| الفوز   | 2.    | 19 أغسطس 2013 | نيودلهي، الهند | صلبة    | شويتا رنا      | 6–3, 6–3      |
| الوصافة | 3.    | 27 يوليو 2014 | نيودلهي، الهند | صلبة    | كيم دابين      | 1–6, 3–6      |

## روابط خارجية
- كاثرين آيب على موقع رابطة محترفات التنس (الإنجليزية)
- كاثرين آيب على موقع الاتحاد الدولي لكرة المضرب (الإنجليزية)
- كاثرين آيب على موقع كأس بيلي جين كينغ (الإنجليزية)
- كاثرين آيب على موقع خلاصة التنس.كوم (الإنجليزية)
- كاثرين آيب على موقع إي إس بي إن.كوم (الإنجليزية)